# Mario J. Molina
Mario José Molina-Pasquel Henríquez (19. března 1943, Mexico City, Mexiko – 7. října 2020) byl mexický chemik, který se podílel na odhalení příčin vzniku ozonové díry. V roce 1995 získal společně s Paulem Crutzenem a Sherwoodem Rowlandem Nobelovu cenu za chemii „za práce na chemii atmosféry, zejména ozónu“. Díky jeho objevům víme proč atmosféra zaniká, avšak neumíme se toho vyvarovat.